# STS-67
STS-67 foi uma missão do programa do ônibus espacial, realizada pela tripulação da nave Endeavour entre 2 e 18 de Março de 1995, que levou a cabo a missão científica Astro-1 no Spacelab, dedicada a observações astronômicas do espectro ultravioleta em regiões da Terra. 

## Tripulação
| Posição                  | Astronauta      |
| ------------------------ | --------------- |
| Comandante               | Stephen Oswald  |
| Piloto                   | William Gregory |
| Especialista de missão 1 | John Grunsfeld  |
| Especialista de missão 2 | Wendy Lawrence  |
| Especialista de carga 1  | Tamara Jernigan |
| Especialista de carga 2  | Ronald Parise   |
| Especialista de carga 3  | Samuel Durrance |